# 원피스의 에피소드 목록 (2부)
원피스는 오다 에이치로의 만화 시리즈로 전세계로 수출되어 다양한 언어로 번역되었으며, 애니메이션 등 미디어 프랜차이즈 제작으로 이어졌다. 악마의 열매를 먹고 고무 인간 능력을 지니게 된 소년 몽키 D. 루피가 전설 속의 보물 '원피스'를 찾아 '해적왕'이 되기 위하여 밀짚모자 해적단을 결성, 동료들과 함께 바다를 여행하며 수많은 모험에 나선다는 이야기이다. 
일본에서는 1997년 7월 22일부터 슈에이샤에서 발행되는 소년만화 주간지 주간 소년 점프에서 연재되고 있으며, 1997년 12월 24일부터 단행본으로 출판되고 있다. 2023년 3월 기준 원피스의 총 에피소드수는 1000화 이상이며, 단행본은 105권이 발행되어, 권수로만 따지면 가장 오래 연재된 일본 만화 22위를 기록하고 있다.
대한민국 내 판권은 대원미디어에서 소유하고 있다. 정식 한국어판은 1998년 대원씨아이에서 발행되는 소년만화 주간지 주간 소년 챔프에서 연재되고 있으며, 1999년 1월부터 단행본이 나왔다. 2023년 5월 현재 105권까지 출판되었다.
2020년 일본 내 박스셋 발매와 함께 원피스의 줄거리 흐름은 공식적으로 총4부로 정리되었다. 제2부는 33권에서부터 61권까지이며, 워터 세븐 편, 스릴러 바크·샤본디 제도 편, 임펠다운·마린포드 편을 아우른다. 이 목록은 단행본 기준으로 묶인 2부의 에피소드 목록을 다룬다.

## 에피소드 목록
| 번호 | 제목                                  | 첫 출간일 | 한국어판 출간일                     |
| ---- | ------------------------------------- | --------- | ----------------------------------- |
| 33   | DAVY BACK FIGHT!!                     | —         | 2004년 8월 15일 ISBN 9791168943209  |
| 34   | '물의 도시' 워터 세븐                 | —         | 2004년 10월 30일 ISBN 9791168943216 |
| 35   | 캡틴                                  | —         | 2005년 1월 15일 ISBN 9791168943223  |
| 36   | 9번째 정의                            | —         | 2005년 3월 30일 ISBN 9791168943230  |
| 37   | 톰                                    | —         | 2005년 6월 30일 ISBN 9791168943247  |
| 38   | 로켓맨!!                              | —         | 2005년 9월 15일 ISBN 9791168943254  |
| 39   | 쟁탈전                                | —         | 2005년 12월 15일 ISBN 9791168943261 |
| 40   | 기어                                  | —         | 2006년 3월 31일 ISBN 9791168943278  |
| 41   | 선전포고                              | —         | 2006년 6월 30일 ISBN 9791168943285  |
| 42   | 해적 VS CP9                           | —         | 2006년 9월 20일 ISBN 9791168943292  |
| 43   | 영웅전설                              | —         | 2006년 12월 31일 ISBN 9791168943308 |
| 44   | 돌아가자                              | —         | 2007년 3월 31일 ISBN 9791168943315  |
| 45   | 그 마음 알고도 남으리                 | —         | 2007년 6월 30일 ISBN 9791168943322  |
| 46   | 유령성의 모험                         | —         | 2007년 11월 15일 ISBN 9791168944923 |
| 47   | 흐림 때때로 뼈다귀                    | —         | 2008년 2월 29일 ISBN 9791168944930  |
| 48   | 오즈의 모험                           | —         | 2008년 5월 31일 ISBN 9791168944947  |
| 49   | 나이트메어 루피                       | —         | 2008년 8월 31일 ISBN 9791168944954  |
| 50   | 다시 다다르다                         | —         | 2008년 11월 12일 ISBN 9791168944961 |
| 51   | 11인의 초신성                         | —         | 2009년 2월 15일 ISBN 9791168944978  |
| 52   | 로저와 레일리                         | —         | 2009년 4월 30일 ISBN 9791168944985  |
| 53   | 왕의 자질                             | —         | 2009년 7월 30일 ISBN 9791168944992  |
| 54   | 이제 누구도 멈출 수 없어              | —         | 2009년 10월 30일 ISBN 9791168945005 |
| 55   | 지옥에 부처님(뉴하프)                 | —         | 2009년 12월 30일 ISBN 9791168945012 |
| 56   | 고마워                                | —         | 2010년 2월 28일 ISBN 9791168945029  |
| 57   | 정상결전                              | —         | 2010년 5월 31일 ISBN 9791168945036  |
| 58   | 이 시대의 이름을 '흰 수염'이라 부른다 | —         | 2010년 8월 31일 ISBN 9791168945043  |
| 59   | 포트거스 D 에이스 죽다                | —         | 2010년 11월 30일 ISBN 9791168945050 |
| 60   | 아우여                                | —         | 2011년 1월 31일 ISBN 9791168945067  |
| 61   | ROMANCE DAWN for the new world        | —         | 2011년 4월 30일 ISBN 9791168945074  |

## 같이 보기
- 원피스 (만화)
- 원피스의 단행본 목록
- 원피스의 미디어믹스 목록